# Polydrusus flavipes
Polydrusus flavipes — вид долгоносиков-скосарей из подсемейства Entiminae.

## Описание
Жук длиной 4-5,5 мм. Торчащие волоски на надкрыльях явственные, серые, щетиноковидные, наклонённые назад. Анальный стернит самца с плоским округлым вдавлением. 

## Экология
Жук главным образом питается на дубах (Quercus) и травянистых, например, на гравилате городском (Geum urbanum).